# DDR-Fußballmeisterschaft der Jugend 1984
Die DDR-Fußballmeisterschaft der Jugend 1984 war die 27. Auflage dieses Wettbewerbes, der vom DFV durchgeführt wurde. Nach sieben Spielzeiten der Jugendliga, wurde der Meister wieder in einem Endrundenturnier ermittelt. Der Wettbewerb begann am 3. Juni 1984 mit der Vorrunde und endete am 8. Juli 1984 mit dem fünften Titelgewinn vom 1. FC Lokomotive Leipzig, die im Finale nach Elfmeterschießen gegen den FC Rot-Weiß Erfurt gewannen.

## Teilnehmende Mannschaften
An der DDR-Fußballmeisterschaft der Jugend für die Altersklasse (AK) 15/16 nahmen die Bezirksmeister bzw. dessen Vertreter der 15 Bezirke auf dem Gebiet der DDR und der Zweitplatzierte der Ost-Berliner Bezirksmeisterschaft teil. Spielberechtigt waren Spieler bis zum 16. Lebensjahr (Stichtag: 1. Juni 1967).
Für die Meisterschaft qualifizierten sich folgende fünfzehn Bezirksmeister bzw. dessen Vertreter und der Zweite aus Ost-Berlin:
| - Bezirk Rostock F.C. Hansa Rostock - Bezirk Schwerin SG Dynamo Güstrow - Bezirk Neubrandenburg BSG Traktor Friedland - Bezirk Potsdam BSG Motor Babelsberg - Ost-Berlin Berliner FC Dynamo SG Hohenschönhausen | - Bezirk Frankfurt (Oder) FC Vorwärts Frankfurt/O. - Bezirk Magdeburg 1. FC Magdeburg - Bezirk Halle Hallescher FC Chemie - Bezirk Leipzig 1. FC Lokomotive Leipzig - Bezirk Cottbus BSG Energie Cottbus | - Bezirk Dresden SG Dynamo Dresden (TV) - Bezirk Karl-Marx-Stadt FC Karl-Marx-Stadt - Bezirk Erfurt FC Rot-Weiß Erfurt - Bezirk Gera FC Carl Zeiss Jena - Bezirk Suhl BSG Stahl Bad Salzungen (TV) – Titelverteidiger |

## Modus
In der Vorrunde wurden die Spiele in vier Staffeln zu je vier Mannschaften mit Hin- und Rückspiel nach dem Modus „Jeder gegen Jeden“ ausgetragen. Die vier Staffelsieger ermittelten ab dem Halbfinale auf neutralen Platz den DDR-Meister.

## Vorrunde

### Staffel 1
Spiele
| Datum                      |                          |   |                          | Hinspiel | Rückspiel |
| -------------------------- | ------------------------ | - | ------------------------ | -------- | --------- |
| So 03. Juni / So 17. Juni  | FC Karl-Marx-Stadt       | – | SG Dynamo Dresden        | 2:3      | 0:7       |
| So 03. Juni / So 17. Juni  | BSG Energie Cottbus      | – | 1. FC Lokomotive Leipzig | 2:5      | 0:4       |
| Sa 09. Juni / So 24. Juni  | FC Karl-Marx-Stadt       | – | BSG Energie Cottbus      | 8:0      | 5:2       |
| Sa 09. Juni / So 24. Juni  | SG Dynamo Dresden        | – | 1. FC Lokomotive Leipzig | 0:2      | 1:2       |
| Mi .13. Juni / So 01. Juli | BSG Energie Cottbus      | – | SG Dynamo Dresden        | 2:5      | 00:10     |
| Mi .13. Juni / So 01. Juli | 1. FC Lokomotive Leipzig | − | FC Karl-Marx-Stadt       | 5:1      | :         |

Abschlusstabelle
| Pl. | Mannschaft               | Sp. | S | U | N | Tore    | Diff. | Punkte |
| --- | ------------------------ | --- | - | - | - | ------- | ----- | ------ |
| 1.  | 1. FC Lokomotive Leipzig | 5   | 5 | 0 | 0 | 018:400 | +14   | 10:0   |
| 2.  | SG Dynamo Dresden        | 6   | 4 | 0 | 2 | 026:800 | +18   | 08:40  |
| 3.  | FC Karl-Marx-Stadt       | 5   | 2 | 0 | 3 | 016:170 | −1    | 04:60  |
| 4.  | BSG Energie Cottbus      | 6   | 0 | 0 | 6 | 006:370 | −31   | 0:12   |

### Staffel 2
Spiele
| Datum                      |                         |   |                         | Hinspiel | Rückspiel |
| -------------------------- | ----------------------- | - | ----------------------- | -------- | --------- |
| So 03. Juni / So 17. Juni  | Hallescher FC Chemie    | − | FC Carl Zeiss Jena      | 2:0      | 2:1       |
| So 03. Juni / So 17. Juni  | FC Rot-Weiß Erfurt      | − | BSG Stahl Bad Salzungen | 14:10    | 11:00     |
| Sa 09. Juni / So 24. Juni  | Hallescher FC Chemie    | − | FC Rot-Weiß Erfurt      | 1:0      | 1:2       |
| Sa 09. Juni / So 24. Juni  | FC Carl Zeiss Jena      | − | BSG Stahl Bad Salzungen | 4:0      | 3:0       |
| Mi .13. Juni / So 01. Juli | FC Rot-Weiß Erfurt      | − | FC Carl Zeiss Jena      | 3:2      | 3:1       |
| Mi .13. Juni / So 01. Juli | BSG Stahl Bad Salzungen | − | Hallescher FC Chemie    | 0:7      | 0:4       |

Abschlusstabelle
| Pl. | Mannschaft              | Sp. | S | U | N | Tore    | Diff. | Punkte |
| --- | ----------------------- | --- | - | - | - | ------- | ----- | ------ |
| 1.  | FC Rot-Weiß Erfurt      | 6   | 5 | 0 | 1 | 033:600 | +27   | 10:20  |
| 2.  | Hallescher FC Chemie    | 6   | 5 | 0 | 1 | 017:300 | +14   | 10:20  |
| 3.  | FC Carl Zeiss Jena      | 6   | 2 | 0 | 4 | 011:100 | +1    | 04:80  |
| 4.  | BSG Stahl Bad Salzungen | 6   | 0 | 0 | 6 | 001:430 | −42   | 0:12   |

### Staffel 3
Spiele
| Datum                      |                          |   |                          | Hinspiel | Rückspiel |
| -------------------------- | ------------------------ | - | ------------------------ | -------- | --------- |
| So 03. Juni / So 17. Juni  | FC Vorwärts Frankfurt/O. | − | 1. FC Magdeburg          | 3:3      | 0:1       |
| So 03. Juni / So 17. Juni  | BSG Motor Babelsberg     | − | SG Hohenschönhausen      | 1:2      | 0:1       |
| Sa 09. Juni / So 24. Juni  | FC Vorwärts Frankfurt/O. | − | BSG Motor Babelsberg     | 8:1      | 7:0       |
| Sa 09. Juni / So 24. Juni  | 1. FC Magdeburg          | − | SG Hohenschönhausen      | 10:00    | 3:1       |
| Mi .13. Juni / So 01. Juli | BSG Motor Babelsberg     | − | 1. FC Magdeburg          | 00:10    | 1:1       |
| Mi .13. Juni / So 01. Juli | SG Hohenschönhausen      | − | FC Vorwärts Frankfurt/O. | 0:6      | 2:3       |

Abschlusstabelle
| Pl. | Mannschaft               | Sp. | S | U | N | Tore    | Diff. | Punkte |
| --- | ------------------------ | --- | - | - | - | ------- | ----- | ------ |
| 1.  | 1. FC Magdeburg          | 6   | 4 | 2 | 0 | 028:500 | +23   | 10:20  |
| 2.  | FC Vorwärts Frankfurt/O. | 6   | 4 | 1 | 1 | 027:700 | +20   | 09:30  |
| 3.  | SG Hohenschönhausen      | 6   | 2 | 0 | 4 | 006:230 | −17   | 04:80  |
| 4.  | BSG Motor Babelsberg     | 6   | 0 | 1 | 5 | 003:290 | −26   | 01:11  |

### Staffel 4
Spiele
| Datum                      |                       |   |                       | Hinspiel | Rückspiel |
| -------------------------- | --------------------- | - | --------------------- | -------- | --------- |
| So 03. Juni / So 17. Juni  | SG Dynamo Güstrow     | − | BSG Traktor Friedland | 2:0      | 1:5       |
| So 03. Juni / So 17. Juni  | F.C. Hansa Rostock    | − | Berliner FC Dynamo    | 3:3      | 1:3       |
| Sa 09. Juni / So 24. Juni  | F.C. Hansa Rostock    | − | SG Dynamo Güstrow     | 6:0      | 13:00     |
| Sa 09. Juni / So 24. Juni  | Berliner FC Dynamo    | − | BSG Traktor Friedland | 3:0      | 3:1       |
| Mi .13. Juni / So 01. Juli | SG Dynamo Güstrow     | − | Berliner FC Dynamo    | 0:1      | :         |
| Mi .13. Juni / So 01. Juli | BSG Traktor Friedland | − | F.C. Hansa Rostock    | 0:7      | 1:6       |

Abschlusstabelle
| Pl. | Mannschaft            | Sp. | S | U | N | Tore    | Diff. | Punkte |
| --- | --------------------- | --- | - | - | - | ------- | ----- | ------ |
| 1.  | Berliner FC Dynamo    | 5   | 4 | 1 | 0 | 013:500 | +8    | 09:10  |
| 2.  | F.C. Hansa Rostock    | 6   | 4 | 1 | 1 | 036:700 | +29   | 09:30  |
| 3.  | SG Dynamo Güstrow     | 5   | 1 | 0 | 4 | 003:250 | −22   | 02:80  |
| 4.  | BSG Traktor Friedland | 6   | 1 | 0 | 5 | 007:220 | −15   | 02:10  |

## Halbfinale
Die beiden Halbfinalpartien wurden in Eisenberg (Bezirk Gera) ausgetragen.
| Datum       |                          | Ergebnis       |                    |
| ----------- | ------------------------ | -------------- | ------------------ |
| Sa 07. Juli | 1. FC Lokomotive Leipzig | 2:1            | Berliner FC Dynamo |
| Sa 07. Juli | FC Rot-Weiß Erfurt       | 1:1, 5:3 i. E. | 1. FC Magdeburg    |

## Spiel um Platz 3
| Datum       |                    | Ergebnis |                 | Spielort  |
| ----------- | ------------------ | -------- | --------------- | --------- |
| So 08. Juli | Berliner FC Dynamo | 0:2      | 1. FC Magdeburg | Eisenberg |

## Finale
| Paarung                  | 1. FC Lokomotive Leipzig – FC Rot-Weiß Erfurt |
| Ergebnis                 | 1:1 (0:0), 5:4 i. E. |
| Datum                    | Sonntag, 8. Juli 1984 |
| Stadion                  | Sportplatz Schorental, Eisenberg |
| Zuschauer                | 200 |
| Schiedsrichter           | Manfred Roßner (Pößneck) |
| Tore                     | 1:0 Welwarsky (41.) 1:1 Uwelius (47., Foulstrafstoß) Elfmeterschießen: 0:1 Schmidt 1:1 Röhrborn 1:2 Wick 2:2 Zimmerling 2:3 Schwarz 3:3 Liebers 3:4 Uwelius 4:4 Kracht Hoffmann scheitert an Zanirato 5:4 Zanirato                |
| 1. FC Lokomotive Leipzig | Mario Zanirato – André Barylla – Robby Bauer, Torsten Kracht, Frank Lange – Mike Welwarsky, Haig Latchinian, Mario Röhrborn – Franco Krolbert, Heiko Liebers, Matthias Zimmerling Cheftrainer: Thomas Matheja / Dieter Engelhardt |
| FC Rot-Weiß Erfurt       | Rainer Gewalt – Dirk Ettrichrätz – Knut Schmidt, Ronald Baumbach, Thomas Brückner – Rainer Muffel, Michael Schwarz, Heiko Wick – Frank Schlieck, Jörg Uwelius, Heiko Hoffmann Cheftrainer: Seiler                                 |